# Masako Hozumi
Masako Hozumi (jap. 穂積 雅子, Hozumi Masako; * 11. September 1986 in Chitose) ist eine japanische Eisschnellläuferin auf den Langstrecken.
Bei den Einzelstreckenasienmeisterschaften im chinesischen Changchun errang sie Bronze über 5000 Meter und ihren ersten Meistertitel über 3000 Meter. Zusammen mit Hiromi Ōtsu und Eriko Ishino belegte sie bei der Einzelstrecken-WM 2007 Platz 6 im Teamlauf. Im Weltcup 2006/07 war sie an drei vierten Plätzen im Team beteiligt, was in der Gesamtwertung zu Platz 5 reichte.
Die Team-Leistung sollte sich in der Saison 2007/08 noch steigern. Sie lief in allen vier Rennen und belegte zwei vierte Plätze, einmal Bronze und 1 Mal Silber. Am Ende reichte es nur zum insgesamt vierten Platz. Als Team mit Maki Tabata und Hiromi Ōtsu gingen sie bei der Einzelstrecken-WM 2008 in Nagano an den Start. Anfänglich auf Platz 3 liegend riss ein schlechter Wechsel eine Lücke in das Trio deren Schließung kostbare Sekunden und die Bronzemedaille kostete. Sie mussten sich mit zwei Sekunden Rückstand dem deutschen Trio geschlagen geben. Mit Platz 9 über 3000 Meter und Platz 7 über 5000 Meter ist ein enormer Leistungsschub zu verzeichnen.
Der Weltcup-Auftakt 2008/09 über 3000 Meter in Berlin brachte ihr die erste Bronzemedaille in einer Einzelentscheidung ein.
Bei den Olympischen Winterspielen 2010 in Vancouver belegte sie über 500 Meter den 12. und über 1000 sowie 1500 Meter jeweils den 5. Platz; in der Teamverfolgung gewann sie zusammen mit Nao Kodaira und Maki Tabata die Silbermedaille.